# سفارة فرنسا في التشيك
سفارة فرنسا في التشيك هي أرفع تمثيل دبلوماسي لدولة فرنسا لدى التشيك. تقع السفارة في براغ وهي تهدف لتعزيز المصالح الفرنسية في التشيك.

## وصلات خارجية
- الموقع الرسمي
- قائمة سفارات فرنسا
- قائمة السفارات في التشيك